# Campagne (jeu vidéo)
Pour les articles homonymes, voir Campagne (homonymie).
 (décembre 2017).
Si vous disposez d'ouvrages ou d'articles de référence ou si vous connaissez des sites web de qualité traitant du thème abordé ici, merci de compléter l'article en donnant les références utiles à sa vérifiabilité et en les liant à la section « Notes et références ».
Une campagne, dans les jeux vidéo, est un mode de jeu où le joueur doit effectuer une succession de missions reliées entre elles et qui se débloquent généralement les unes après les autres : une fois la mission 1 accomplie, on passe à la mission 2, etc. Elles suivent généralement une trame narrative.

## Types de campagne
On peut répartir les campagnes en deux grandes catégories:
- on parle de campagne linéaire ou scriptée quand chaque mission n'influence pas (ou peu) la progression scénaristique. C'est le type de campagne le plus répandu.
- on parle alors de campagne dynamique quand chaque mission influence fortement, voire complètement, la progression scénaristique. Des exemples connus de campagne dynamiques sont : Falcon 4.0 dont l'évolution de la campagne dépend du degré de réussite du joueur, Apache Havoc ou encore dans le domaine de la stratégie Europa Universalis qui est un mélange de données scriptées (évènements historiques) et données aléatoires (les pays contrôlés par l'ordinateur pouvant agir différemment d'une partie à l'autre). Ce concept n'est toutefois pas très répandu pour une question de performance de l'IA et en raison de la difficulté à concevoir et réaliser plusieurs lignes scénaristiques.

## Thème
Les campagnes de jeux suivent une trame scénaristique préétablie. Certaines sont réalistes et se calquent sur les évènements réels (Age of Empires II: The Age of Kings, Call of Duty 2). D'autres se déroulent dans des mondes imaginaires et présentent donc un scénario de fiction (StarCraft, Advance Wars, ...).